# Condado de Bayfield

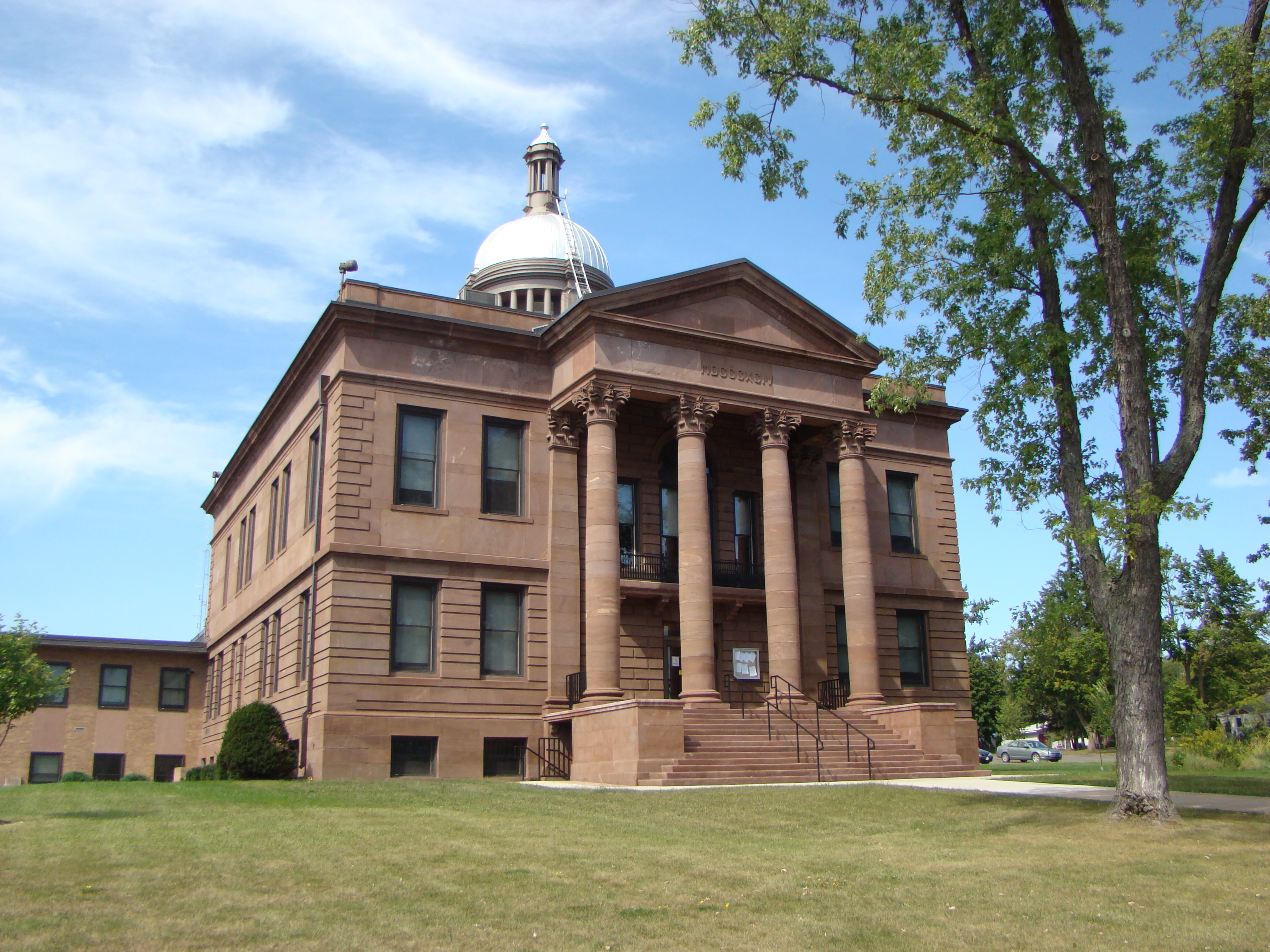
Sede do Condado de Bayfield

O Condado de Bayfield é um dos 72 condados do Estado americano do Wisconsin. A sede do condado é Washburn, e sua maior cidade é Washburn. O condado possui uma área de 5288 km² (dos quais 1464 km² estão cobertos por água), uma população de 15014 habitantes, e uma densidade populacional de 4 hab/km² (segundo o censo nacional de 2010). O condado foi fundado em 1845.
A sua área inclui as ilhas Apostle, no Lago Superior.